# Christine Dreier
Christine Dreier (auch Chris Dreier) (* 25. Juni 1961 in Wuppertal) ist eine deutsche Musikerin und Künstlerin. Als Fotografin arbeitet sie vor allem mit der Lochkamera.

## Leben und Werk
Von 1981 bis 1982 war Dreier das erste weibliche Mitglied der Berliner Künstlergruppe Die Tödliche Doris. Mit Wolfgang Müller und Nikolaus Utermöhlen studierte sie ab 1983 Kunst an der HdK Berlin bei Wolfgang Ramsbott und schloss 1987 als Meisterschülerin ab. Sie lebt heute in Berlin.
In den 1980er-Jahren war Dreier in diversen Projekträumen der subkulturellen Musik- und Kunstszene Kreuzbergs des damaligen West-Berlins aktiv. Sie tourte 1985 mit dem Super-8-Filmprogramm Auf Wanderschaft von Wolfgang Müller durch deutsche Städte. Darunter waren S-8-Filme von „Die Tödliche Doris“, die sich heute in der Sammlung des Hamburger Bahnhofs befinden oder der S-8-Film Sportliche Schatten – Kunst in Krisenzeiten von Tabea Blumenschein mit Udo Kier von 1979. 1987 wurden Filme von Dreier im offiziellen Super-8-document 8-Programm gezeigt, welches von Martin Schmitz kuratiert wurde. Ausstellungen ihrer Fotografien, Bildobjekte und Installationen fanden in Galerien im In- und Ausland statt. Für Michael Brynntrup monumentale Super-8-Jesus-Verfilmung drehte sie den Teil „Die Tödliche Doris“ in Ägypten 1985 „Die unbefleckte Empfängnis“.
Seit 2015 arbeitet Dreier mit dem irischen Künstler Gary Farrelly an der Gründung des Office for Joint Administrative Intelligence OJAI, dessen musikalischem Ableger Dexia Defunct (Musique concrète) und an Soundprojekten mit der Künstlerin Ursula Döbereiner (Noisemusik) und dem Musiker Frank Lohmeyer.

## Fotografie
Eine Serie von Dreiers Lochbildfotos erwarb die Pinhole Sammlung des Palace of the Governors, New Mexico Museum for History, USA.

## Diskografie
- Der siebenköpfige Informator, Die Tödliche Doris, West-Berlin 1980/2004.[3]
- Fallersleben, Die Tödliche Doris, VOD, Friedrichshafen, 191/2004[4]
- Mission Creep – Synthesis Vol. 2, Urban Arts Berlin, 12" Vinyl, Berlin 2015[5]
- Sprechpause, zusammen mit Wolfgang Müller, fangbomb 2017.
- Fluxus +/-, zusammen mit Lutz Glandien, Frieder Butzmann und Mama Baer, Psych.KG 2021